# 丹麦王国宪法
丹麦王国宪法 （丹麥語：Danmarks Riges Grundlov）是丹麦王国的宪法，适用于丹麦、格陵兰岛和法罗群岛。丹麦第一部宪法是1849年通过的并几经修改，目前的宪法是1953年修订的，丹麦王国宪法是世界上最古老的宪法之一。
宪法将丹麦定义为君主立宪制国家，实行议会制。宪法在立法、行政和司法之间创造了權力分立，此外，它赋予丹麦人民一些基本权利，包括言论自由，宗教信仰自由，结社自由和集会自由等等，宪法适用于包括丹麦公民在内的所有在丹麦的人。
丹麦宪法于1849年通过，结束了君主专制并实行民主制度。每年6月5日为宪法日（批准第一部宪法的日期），以庆祝宪法的通过。
丹麦议会不能制定任何可能违反宪法的法律，尽管丹麦没有宪法法院，但丹麦最高法院可以宣布法律违宪，并使法律无效。
对宪法的修改必须连续两次在议会中以多数票通过，然后经过全国公民投票批准。

## 原则与结构

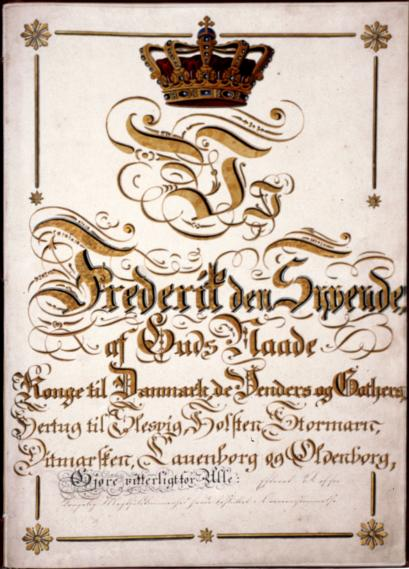
1849年丹麦宪法

丹麦宪法因其特殊地位而与其他丹麦法律不同，丹麦法律不能违背宪法的规定。
宪法的主要原则是对国王的权力进行限制（第2节），国王处于相对弱势的地位，依靠内阁部长的建议和议会来起草和通过立法。1849年的宪法建立了兩院制议会，直到1953年新宪法变为一院制。
由于丹麦不设宪法法院，对立法活动的违宪审查由普通法院进行，并且只能由受到影响的公民或者公司组织提起。